# Langewahl
Langewahl (niedersorbisch Ławjele) ist eine Gemeinde im Landkreis Oder-Spree des Landes Brandenburg und Teil des Amtes Scharmützelsee.

## Geografie
Der Ort Langewahl, ein typisch deutsches Straßendorf, liegt südöstlich von Fürstenwalde südlich der Autobahn A12 zwischen der Spree und den Dubrower Bergen auf der Beeskower Platte.

## Gemeindegliederung
Die Gemeinde hat laut ihrer Hauptsatzung keine Ortsteile. Es werden aber die beiden Wohnplätze Forsthaus Langewahl und Streitberg ausgewiesen.

## Geschichte
Die Gründung des Ortes genau anzugeben, ist nicht möglich, da keine urkundlichen Beweisstücke existieren. Die Kirchengemeinde Langewahl gehörte bis zum Bau einer eigenen Kirche im Jahr 1953/1954 zur Kirchengemeinde Neu Golm. Auch im dortigen Kirchenbuch sind keine Eintragungen über die Gründungszeit von Langewahl zu finden. In der zweiten Hälfte des 19. Jahrhunderts wurde vom Dorfschullehrer eine Chronik geschrieben. Das Gründungsjahr ist dort mit 1753 benannt.
Um das Jahr 1750 bot Friedrich II. seinem Hauptmann Winkelmann aufgrund besonderer Verdienste im Zweiten Schlesischen Krieg Ländereien zur Urbarmachung in der Nähe der Stadt Fürstenwalde an. Nach langen Überlegungen – die Wahl für den Standort seiner neuen Wohnstätte ist ihm nicht leichtgefallen – ließ Winkelmann sich dann südöstlich der Stadt nieder. Dort baute er das erste Haus dieser Gegend; weitere Familien wurden angesiedelt. Das dazu benötigte Land mussten Bauern von Alt- und Neu Golm abtreten. Auf der Suche nach einem passenden Namen für den Ort erinnerte man sich an die lange Wahl des Hauptmanns, sich für diese Gegend zu entscheiden und nannte ihn Langewahl.
Im Zuge der friderizianischen Einwanderungspolitik und der Binnenkolonisation kamen um 1750 Spinner- und Weberfamilien aus der Pfalz und Schlesien in den Ort.
1933 wurde der bis dahin selbstständige Ort Streitberg nach Langewahl eingemeindet. Erst 2001 wurde die Straße nach Streitberg fertiggestellt.
Langewahl gehörte seit 1836 zum Kreis Beeskow-Storkow in der Provinz Brandenburg und ab 1952 zum Kreis Fürstenwalde im DDR-Bezirk Frankfurt (Oder). Seit 1993 liegt die Gemeinde im brandenburgischen Landkreis Oder-Spree.

## Bevölkerungsentwicklung
| Jahr | Einwohner |
| ---- | --------- |
| 1875 | 364       |
| 1890 | 443       |
| 1910 | 552       |
| 1925 | 676       |
| 1933 | 803       |
| 1939 | 963       |

| Jahr | Einwohner |
| ---- | --------- |
| 1946 | 945       |
| 1950 | 944       |
| 1964 | 839       |
| 1971 | 824       |
| 1981 | 734       |
| 1985 | 720       |

| Jahr | Einwohner |
| ---- | --------- |
| 1990 | 704       |
| 1995 | 704       |
| 2000 | 752       |
| 2005 | 831       |
| 2010 | 820       |
| 2015 | 850       |

| Jahr | Einwohner |
| ---- | --------- |
| 2020 | 885       |
| 2021 | 854       |
| 2022 | 844       |
| 2023 | 850       |
| 2024 | 854       |

Gebietsstand des jeweiligen Jahres, Einwohnerzahl: Stand 31. Dezember (ab 1991), ab 2011 auf Basis des Zensus 2011

## Politik

### Gemeindevertretung
Die Gemeindevertretung von Langewahl besteht aus 10 Gemeindevertretern und der ehrenamtlichen Bürgermeisterin. Die Kommunalwahl am 26. Mai 2019 führte zu folgendem Ergebnis:
| Wählergemeinschaft   | Stimmenanteil | Sitze |
| -------------------- | ------------- | ----- |
| Bürger für Langewahl | 100 %         | 10    |

### Bürgermeister
- 1998–2008: Wilfried Krüger[6]
- seit 2008: Bärbel Kleinschmidt[7][8]

Kleinschmidt wurde in der Bürgermeisterwahl am 9. Juni 2024 ohne Gegenkandidat mit 79,6 % der gültigen Stimmen für eine weitere Amtszeit von fünf Jahren zur ehrenamtlichen Bürgermeisterin wiedergewählt.

### Wappen
| Wappen von Langewahl | Blasonierung: „Über grünem Schildfuß mit silbernem Wellenbalken in Silber ein breitbeinig stehender Mann mit blauem Rock, goldenen Knöpfen, goldener Weste und goldenen Kniebundhosen sowie schwarzem Dreispitz und schwarzen Schuhen, in den Händen der ausgebreiteten Arme rechts einen schwarzen, L-förmigen Winkel, links einen bewurzelten grünen Eichensteckling haltend.“ |
| Wappen von Langewahl | Das Wappen wurde vom Heraldiker Uwe Reipert gestaltet und am 25. August 2017 durch das Ministerium des Innern genehmigt. |

### Flagge
Die Flagge ist Weiß und Grün (1:1) gestreift und mittig mit dem Gemeindewappen belegt.

## Sehenswürdigkeiten
In der Liste der Bodendenkmale in Langewahl sind die Bodendenkmale der Gemeinde aufgeführt.

Dorfkirche Langewahl

- Dorfkirche Langewahl
- „Quelle“ in den Dubrower Bergen

## Wirtschaft und Infrastruktur

### Verkehr
Der öffentliche Personennahverkehr wird unter anderem durch den PlusBus des Verkehrsverbund Berlin-Brandenburg erbracht. Folgende Verbindung führt, betrieben von der Busverkehr Oder-Spree, durch Langewahl:
- Linie 440: Fürstenwalde ↔ Langewahl ↔ Alt Golm ↔ Pfaffendorf ↔ Beeskow

Langewahl hat über die Bundesstraße 168 (Fürstenwalde/Spree – Beeskow) die direkt am Ort vorbeiführt, eine unmittelbare Anbindung an die A 12. Die Anschlussstelle Fürstenwalde-Ost liegt auf dem Gemeindegebiet.

### Vereine
In Langewahl gibt es die Freiwillige Feuerwehr, den Heimatverein Langewahl, den Boots@Line Western Dancer e. V., einen Angel- und einen Taubenzüchterverein.